# A Parallax gyilkosságok
A Parallax gyilkosságok vagy A Parallax-terv (eredeti cím: The Parallax View) 1974-ben bemutatott amerikai politikai filmthriller, melynek rendezője és producere Alan J. Pakula. A forgatókönyvet David Giler és Lorenzo Semple Jr. írta, Loren Singer 1970-es The Parallax View című regénye alapján. Pakula ún. „paranoia-trilógiájának” második darabja, melyet a Klute (1971) előzött meg és Az elnök emberei (1976) követett. A főbb szerepekben Warren Beatty, Hume Cronyn, William Daniels és Paula Prentiss látható.
Az 1974. június 14-én bemutatott film a maga korában vegyes kritikákat kapott, de a későbbi értékelések pozitívabbak voltak. 

## Cselekmény
Lee Carter tévériporter szemtanúja lesz Charles Carroll amerikai szenátor és elnökjelölt meggyilkolásának a seattle-i Space Needle tetején. A merénylőnek vélt pincér menekülés közben lezuhan és szörnyethal, miközben a valódi elkövető, önmagát pincérnek álcázva felszívódik a tömegben. A hivatalos nyomozás megállítja: a merénylő egyedül cselekedett, Carroll megölése mögött nem valamiféle összeesküvés állt.
Három évvel később Carter meglátogatja volt barátját, Joe Frady oregoni oknyomozó riportert. A nő elmondja neki, hogy a merénylet hat szemtanúja is gyanús körülmények közt halt meg és attól fél, ő lesz a következő. Nem sokkal később Carter valóban életét veszti, állítólag kábítószer-túladagolás következtében.
A lány halála miatt bűntudattól gyötört Frady nyomozni kezd és egy szövevényes összeesküvést fedez fel, amely mögött a Parallax nevű biztonsági cég áll.

## Szereplők
| Szerep                                                   | Színész         | Magyar hang     |
| -------------------------------------------------------- | --------------- | --------------- |
| Joseph Frady                                             | Warren Beatty   | Miller Zoltán   |
| Lee Carter                                               | Paula Prentiss  |                 |
| Bill Rintels                                             | Hume Cronyn     | Bezerédi Zoltán |
| Austin Tucker                                            | William Daniels | Barbinek Péter  |
| Will Turner egykori FBI-ügynök                           | Kenneth Mars    | Bácskai János   |
| Jack Younger                                             | Walter McGinn   | Epres Attila    |
| L. D. Wicker seriff                                      | Kelly Thordsen  | Lázár Sándor    |
| George Hammond szenátor                                  | Jim Davis       | Áron László     |
| Parallax bérgyilkos                                      | Bill McKinney   |                 |
| szóvivő                                                  | Stacy Keach Sr. |                 |
| Nelson Schwartzkopf professzor (stáblistán nem szerepel) | Anthony Zerbe   | Helyey László   |
| Tucker asszisztense                                      | William Jordan  |                 |
| Jameson szenátor                                         | Edward Winter   |                 |
| Thomas Richard Linder                                    | Chuck Waters    |                 |
| Red seriffhelyettes                                      | Earl Hindman    |                 |
| Chrissy, Frady nője                                      | Jo Ann Harris   |                 |

## Fordítás
- Ez a szócikk részben vagy egészben  a   The Parallax View című angol Wikipédia-szócikk ezen változatának fordításán alapul.  Az eredeti cikk szerkesztőit annak laptörténete sorolja fel. Ez a jelzés csupán a megfogalmazás eredetét és a szerzői jogokat jelzi, nem szolgál a cikkben szereplő információk forrásmegjelöléseként.